# موزدوك
موزدوك (بالروسية: Моздок) هي إحدى مدن روسيا في الكيان الفدرالي الروسي أوسيتيا الشمالية-ألانيا.

## أعلام
- جيورجي جابولوف